# Bjelorusko-hrvatski odnosi
| Zastave Hrvatske i Bjelorusije. |  | Zastave Hrvatske i Bjelorusije. |
| Zastave Hrvatske i Bjelorusije. |  |                                 |

Bjelorusko-hrvatski odnosi odnose se na bilateralne međunarodne odnose između Bjelorusije i Hrvatske. Službeno su započeli 22. rujna 1992. godine. Hrvatska nema veleposlanstvo u Bjelorusiji, već je u Bjelorusiji predstavlja hrvatsko veleposlanstvo u Moskvi, a Bjelorusija također nema veleposlanstvo u Hrvatskoj, već je predstavlja veleposlanstvo u Budimpešti.

## Politika
Međusobno priznanje dogodilo se 2. rujna 1992. godine, a službeni diplomatski odnosi započeli su 22. rujna 1992. godine. Potpisani su dvostrani međunarodni ugovori o poticanju i uzajamnoj zaštiti ulaganja 2001., o izbjegavanju dvostrukog oporezivanja i sprečavanja izbjegavanja plaćanja poreza na dohodak i na imovinu 2003., o međunarodnom cestovnom prometu 2005., o suradnji na području turizma 2010. i o gospodarskoj suradnji 2015. Hrvatska ima dobru gospodarsku suradnju s Bjelorusijom. Godine 2012. Bjelorusija izvozi u Hrvatsku robe u vrijednosti od 41,9 milijuna $, a uvozi iz Hrvatske robe u vrijednosti 14 milijuna $. Bjelorusija je veljače 2017. godine uvodila bezvizni režim za 80 zemalja, među kojima je Hrvatska. Režim vrijedi samo onima koji prolaze kroz Nacionalne zračne luke u Minsku. Bezvizni boravak u državi traje pet dana, uključujući i dan dolaska i odlaska.

## Zanimljivosti
- Apostolski nuncij u Bjelorusiji od 2004. do 2011. bio je hrvatski biskup Martin Vidović.
- Tonino Picula bio je promatrač OESS-a na parlamentarnim izborima u Bjelorusiji 2011. godine.
- Hrvatski i bjeloruski športaši odigrali su mnogo međusobnih reprezentativnih i klupskih utakmica u raznim športovima. Bjeloruski rukometni klub Meškov Brest nastupa u rukometnoj SEHA ligi, zajedno s hrvatskim klubovima, dok Medveščak Zagreb nastupa u Kontinentalnoj ligi u hokeju na ledu, u kojoj je i predstavnik Bjelorusije HC Dinamo Minsk.